# Атбулак
Атбула́к (каз. Атбұлақ) — село у складі Казигуртського району Туркестанської області Казахстану. Входить до складу сільського округу Каракози Абдалієва.
У радянські часи село складалось з декількох частин — Атбулак, Жарбастау, Жайинколь (Аші), Єнбекші.
Населення — 1626 осіб (2021; 1809 у 2009, 1573 у 1999, 1145 у 1989).